# Federazione pallavolistica della Namibia
La Federazione namibiana di pallavolo (eng. Namibian Volleyball Federation, NVF) è un'organizzazione fondata per governare la pratica della pallavolo in Namibia.
Organizza il campionato maschile e femminile, e pone sotto la propria egida la nazionale maschile e femminile.
Ha aderito alla FIVB nel 1991.